# Gransjösjön
Gransjösjön är en sjö i Emmaboda kommun i Småland och ingår i Hagbyåns huvudavrinningsområde. Sjön har en area på 0,309 kvadratkilometer och ligger 158 meter över havet. Vid provfiske har abborre, gädda, mört och sutare fångats i sjön.

## Delavrinningsområde
Gransjösjön ingår i det delavrinningsområde (629076-148696) som SMHI kallar för Mynnar i Hagbyån. Medelhöjden är 176 meter över havet och ytan är 29,21 kvadratkilometer. Det finns inga avrinningsområden uppströms utan avrinningsområdet är högsta punkten. Vattendraget som avvattnar avrinningsområdet har biflödesordning 2, vilket innebär att vattnet flödar genom totalt 2 vattendrag innan det når havet efter 64 kilometer. Avrinningsområdet består mestadels av skog (83 procent). Avrinningsområdet har 0,43 kvadratkilometer vattenytor vilket ger det en sjöprocent på 0,9 procent.